# Сен-Жуэн
Сен-Жуэ́н (фр. Saint-Jouin) — коммуна во Франции, находится в регионе Нижняя Нормандия. Департамент коммуны — Кальвадос. Входит в состав кантона Дозюле. Округ коммуны — Лизьё.
Код INSEE коммуны — 14598.

## Население
Население коммуны на 2010 год составляло 195 человек.
| 1962 | 1968 | 1975 | 1982 | 1990 | 1999 | 2010 |
| ---- | ---- | ---- | ---- | ---- | ---- | ---- |
| 183  | 168  | 126  | 130  | 151  | 196  | 195  |

## Экономика
В 2010 году среди 122 человек трудоспособного возраста (15—64 лет) 93 были экономически активными, 29 — неактивными (показатель активности — 76,2 %, в 1999 году было 68,4 %). Из 93 активных жителей работали 83 человека (46 мужчин и 37 женщин), безработных было 10 (4 мужчины и 6 женщин). Среди 29 неактивных 6 человек были учениками или студентами, 12 — пенсионерами, 11 были неактивными по другим причинам.